# تروور برچ (بازیکن فوتبال، زاده ۱۹۳۳)
تروور برچ (انگلیسی: Trevor Birch; ۲۰ نوامبر ۱۹۳۳ – تاریخ ورودی نامعتبر است) بازیکن فوتبال اهل بریتانیا بود.
از باشگاه‌هایی که در آن بازی کرده‌است می‌توان به باشگاه فوتبال نانیتون تاون، باشگاه فوتبال استوک‌پورت کانتی، و باشگاه فوتبال استون ویلا اشاره کرد.